# Sobohtī
Sobohtī (persiska: سبهتی) är en ort i Iran.   Den ligger i provinsen Hormozgan, i den sydöstra delen av landet, 1 100 km sydost om huvudstaden Teheran. Sobohtī ligger 13 meter över havet och antalet invånare är 586.
Terrängen runt Sobohtī är mycket platt. Runt Sobohtī är det ganska glesbefolkat, med 25 invånare per kvadratkilometer. Närmaste större samhälle är Mīnāb, 15,0 km öster om Sobohtī. Trakten runt Sobohtī är ofruktbar med lite eller ingen växtlighet.